# Blind Bight
Blind Bight – miasto w Australii, w stanie Wiktoria.